# آرثر إيمرسون
آرثر إيمرسون (بالإنجليزية: Arthur Emerson)‏ هو عسكري أمريكي، ولد في 3 ديسمبر 1893 في ويماوث في الولايات المتحدة، وتوفي في 28 يوليو 1975 في كورونادو في الولايات المتحدة.